# Concertino
Als Concertino (ital.: kleines Konzert) bezeichnet man im Barock die solistisch wirkende Instrumentalgruppe. Sie kommt vor allem im Concerto grosso und der Sinfonia concertante vor. Im Concerto grosso steht sie kontrastierend dem vollen Orchester (Ripieno, sprich dem Tutti) sowie einer größeren Instrumentalgruppe gegenüber, welche das eigentliche Concerto grosso darstellt. 
Im ursprünglichen italienischen Concerto grosso besteht das Concertino meistens aus Streichern, in Deutschland häufig aus Bläsern. 